# Indijk (Hindeloopen)
De Indijk (Fries en officieel: Yndyk) is een kanaal in de gemeente Súdwest-Fryslân in de provincie Friesland.
De Indijk loopt vanaf de kruising met De Gronzen en het Jan Broerskanaal ten westen van Koudum in noordelijke richting naar Hindeloopen. Via de Palesloot is er verbinding met de Westervaart. In Hindeloopen is er verbinding met de Zijlroede en de Oude Oostervaart.
De vier kilometer lange Indijk maakt deel uit van de route van de Elfstedentocht.

## Fotogalerij

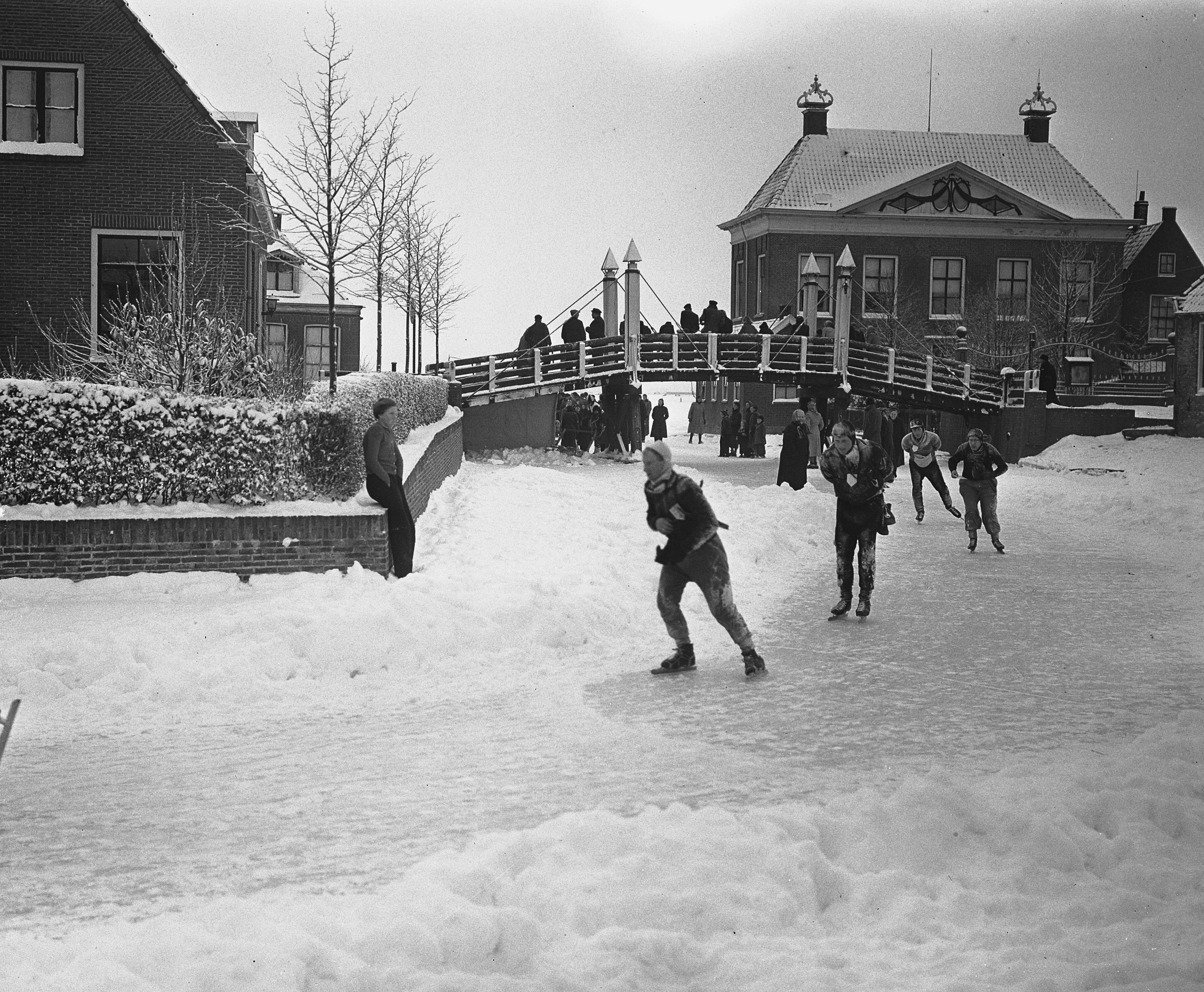
Brug over de Indijk in Hindeloopen, links de Zijlroede, de Elfstedentocht van 1956
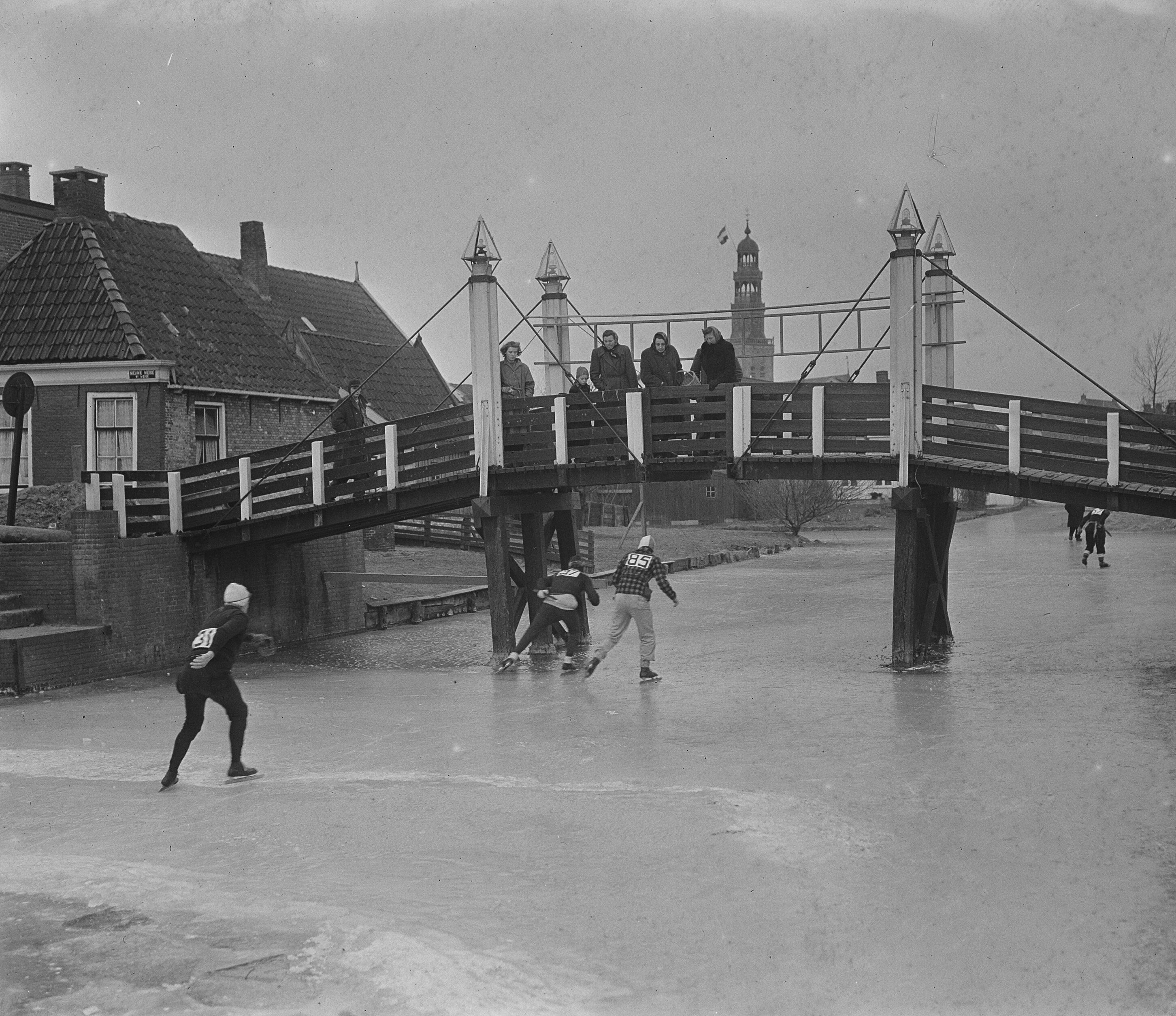
Brug over de Indijk in Hindeloopen, de Elfstedentocht van 1954
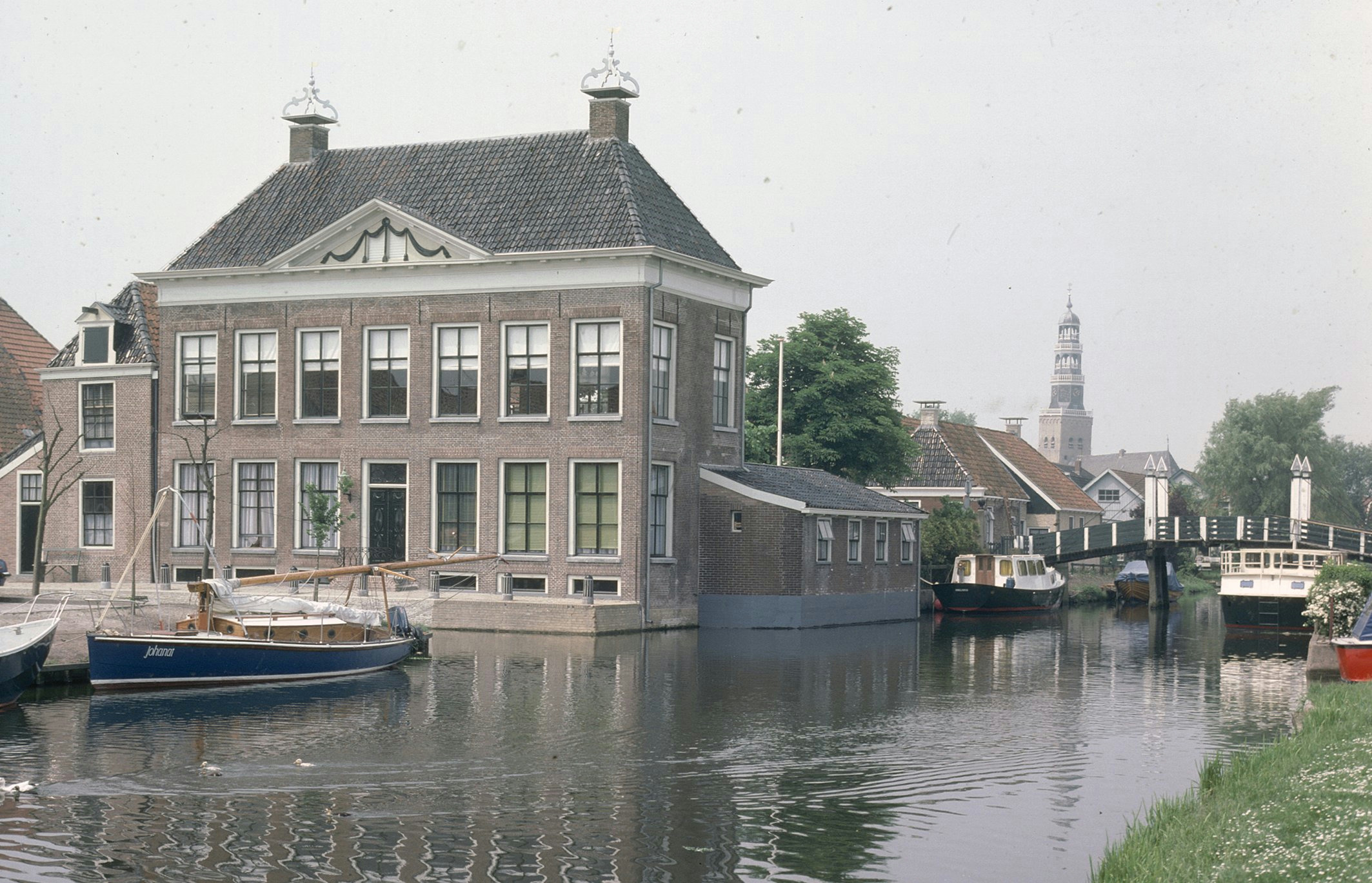
De Indijk bij het voormalige stadhuis

Zwette · Stadsgracht (Sneek) · Geeuw · Wijddraai · Wijde Wijmerts · Nauwe Wijmerts · Noorder Ee · Ee (Woudsend) · Slotermeer · Slotergat · Slotermeer · Luts · Van Swinderenvaart · Spookhoekstervaart · Rijstervaart · Oud-Karre · Johan Frisokanaal · Morra · Johan Frisokanaal · Noorderdijkvaart · Het Wijd · De Gronzen · Indijk · Zijlroede (Hindeloopen) · Oude Oostervaart · Dijkvaart · Horsa · Burevaart · Diepe Dolte · Workumertrekvaart · Het Kruiswater · Stadsgracht (Bolsward) · Witmarsumervaart · Harlingervaart · Bolswardervaart · Zuidoostersingel · Noordoostersingel · Noordergracht (Harlingen) · Van Harinxmakanaal · Sexbierumervaart · Noordergracht (Franeker) · Dongjumervaart · Ried · Berlikumerwijd · Moddergat · Wierzijlsterrak · Blikvaart · Zuidhoekstervaart · Ouwe Rij · Leistervaart · Finkumervaart · Dokkumer Ee · Het Kleindiep · Dokkumer Ee · Oudkerkstervaart · Murk · Ouddeel · Bonkevaart (finish)